# Palazzo Coccina Giunti Foscarini Giovannelli
Palazzo Coccina Giunti Foscarini Giovannelli è un palazzo di Venezia, ubicato nel sestiere di Santa Croce, affacciato sul lato destro del Canal Grande tra la chiesa di San Stae e Ca' Pesaro